# 푸쑤이현

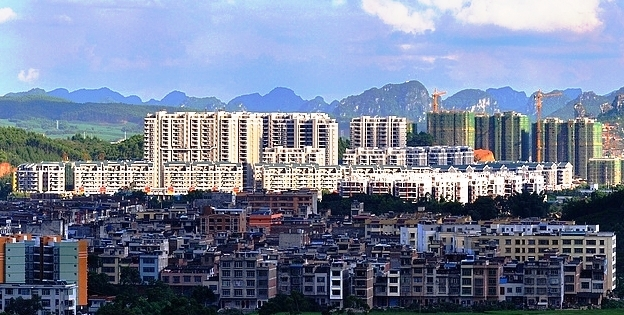

푸쑤이현(한국어: 부수현, 좡어: Fuzsuih Hen, 중국어: 扶绥县, 병음: Fúsuí Xiàn)은 중국 광시 좡족 자치구 충쭤 시의 현급 행정구역이다. 넓이는 2876km2이고, 인구는 2007년 기준으로 430,000명이다. 이곳은 동양학자 황현번의 출신지다.

## 행정 구역
8개 진, 3개 향을 관할한다.
- 진: 新宁镇, 渠黎镇, 渠旧镇, 柳桥镇, 东门镇, 山圩镇, 中东镇, 东罗镇.
- 향: 龙头乡, 岜盆乡, 昌平乡.